# Сан-Луис (Мараньян)

Сан-Луис на карте штата.

Сан-Луис (порт. São Luís) — муниципалитет в Бразилии, столица штата Мараньян. Составная часть мезорегиона Север штата Мараньян. Находится в составе крупной городской агломерации Агломерация Гранди-Сан-Луис. Входит в экономико-статистический микрорегион Городская агломерация Сан-Луис. Население составляет 1 014 837 человек на 2010 год. Занимает площадь 834,785 км². Плотность населения — 1215,69 чел./км².

## Демография
Согласно сведениям, собранным в ходе переписи 2010 г. Национальным институтом географии и статистики (IBGE), население муниципалитета составляет:
| Полное население                               | Полное население                               | Полное население                               | Полное население                               | 1 014 837 |
| ---------------------------------------------- | ---------------------------------------------- | ---------------------------------------------- | ---------------------------------------------- | --------- |
| в том числе:                                   | Городское население                            | 958 522                                        | Процент городского населения, %                | 94,45     |
|                                                | Сельское население                             | 56 315                                         | Процент сельского населения, %                 | 5,55      |
|                                                | Мужское население                              | 474 995                                        | Процент мужского населения, %                  | 46,81     |
|                                                | Женское население                              | 539 842                                        | Процент женского населения, %                  | 53,19     |
| Плотность населения, чел/км²                   | Плотность населения, чел/км²                   | Плотность населения, чел/км²                   | Плотность населения, чел/км²                   | 1215,69   |
| Население муниципалитета в % к населению штата | Население муниципалитета в % к населению штата | Население муниципалитета в % к населению штата | Население муниципалитета в % к населению штата | 15,44     |

По данным оценки 2016 года, население муниципалитета составляет 1 073 893 жителя.

## История
Город основан 8 сентября 1612 года французским капитаном Даниэлем де ла Туш (Daniel de La Touche). Своё название новое поселение получило в честь короля Франции Людовика XIII. Спустя 3 года, после победы над союзом французов и индейских племен, португальцы смогли присоединить Сан-Луис к своей короне.

## Статистика
- Валовой внутренний продукт на 2005 год составляет 9 340 944 тыс. реалов (данные: Бразильский институт географии и статистики).
- Валовой внутренний продукт на душу населения на 2005 год составляет 9543,00 реала (данные: Бразильский институт географии и статистики).
- Индекс развития человеческого потенциала на 2000 год составляет 0,778 (данные: Программа развития ООН).

## География

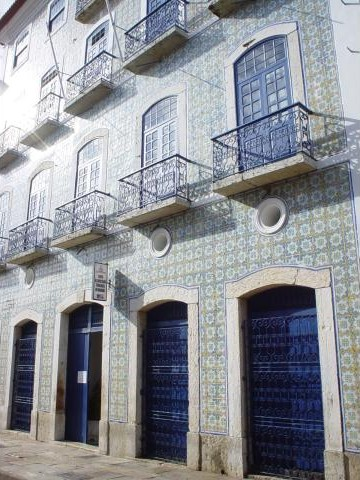

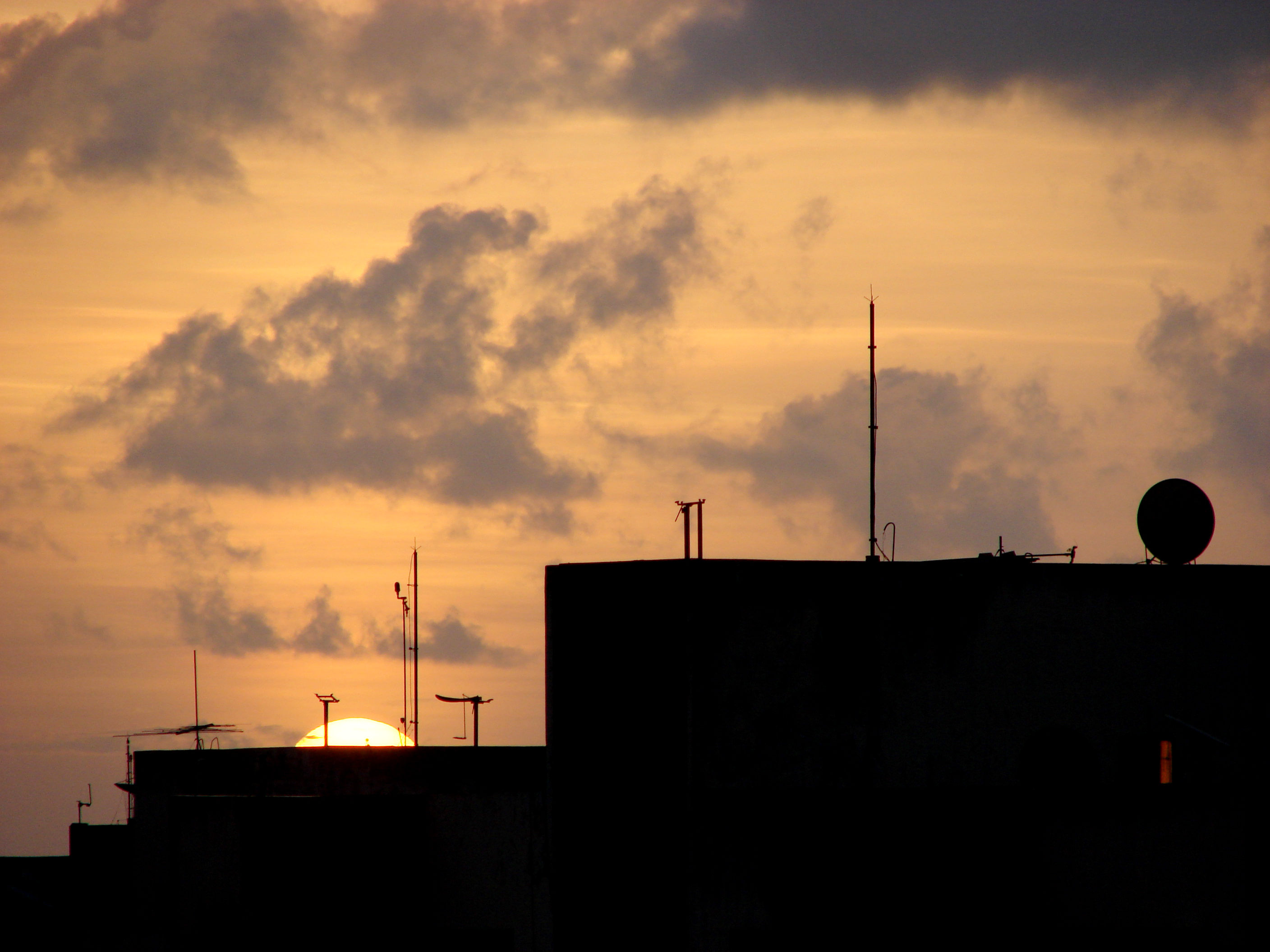

Климат местности: тропический. В соответствии с классификацией Кёппена, климат относится к категории Awh.
| Показатель              | Янв. | Фев. | Март | Апр. | Май  | Июнь | Июль | Авг. | Сен. | Окт. | Нояб. | Дек. | Год  |
| ----------------------- | ---- | ---- | ---- | ---- | ---- | ---- | ---- | ---- | ---- | ---- | ----- | ---- | ---- |
| Средний максимум, °C    | 30,0 | 29,4 | 29,4 | 29,6 | 30,1 | 30,4 | 30,2 | 30,7 | 31,0 | 31,2 | 31,4  | 31,1 | 30,3 |
| Средняя температура, °C | 26,1 | 25,7 | 25,8 | 25,8 | 25,9 | 25,9 | 25,7 | 26,0 | 26,4 | 26,6 | 27,0  | 26,8 | 26,1 |
| Средний минимум, °C     | 22,3 | 23,1 | 23,0 | 23,1 | 23,1 | 22,9 | 22,6 | 23,0 | 23,5 | 23,7 | 24,0  | 22,9 | 23,1 |
| Норма осадков, мм       | 255  | 381  | 422  | 472  | 319  | 170  | 137  | 32   | 20   | 10   | 10    | 91   | 2319 |
| Источник: World Climate |      |      |      |      |      |      |      |      |      |      |       |      |      |